# Prunus matudai
Prunus matudai är en rosväxtart som beskrevs av Cyrus Longworth Lundell. Prunus matudai ingår i släktet prunusar, och familjen rosväxter. Inga underarter finns listade i Catalogue of Life.